# На муромской дорожке
«На муромской дорожке» (или «По муромской дорожке») — русская народная песня в жанре «жестокий романс».
По-видимому, под «Муромской дорожкой» имеется в виду дорога из Владимира в Муром (два крупнейших города на Владимирщине), которая идёт через некогда известное село Мошок. Если двигаться по ней в противоположную сторону, то можно через Владимир приехать в Москву. Однако писатель-краевед Иван Симонов утверждал, что в песне пелось про дорогу, ведущую прямиком из Вязников в Муром, и мог любому желающему показать место, где, по преданию, стояли когда-то те самые три сосны.
Как и у большинства народных песен, у «Муромской дорожки…» нет единого текста: она существует во множестве вариантов, но все они повествуют о несчастной девушке, которой её возлюбленный пообещал «одну меня любить», но нарушил слово и женился на другой.
Никаких упоминаний о песне в дореволюционных источниках нет. Исследователь Юрий Бирюков ссылается на жителя Мурома Дмитрия Лобанова, который писал: «Мне уже далеко за восемьдесят. И я помню, как в деревне Киржачского района, где родился и провёл своё детство, девицы водили хоровод и всегда пели именно эту песню…». Следовательно, песня появилась никак не позднее 1920-х годов.
Исследователь песни Юрий Бирюков приводит несколько мнений относительно авторства песни. Среди авторов кто-то называл вятского фольклориста и автора песен Матвея Ожегова (1860—1934). Ожегов действительно обрабатывал народные песни и издавал свои обработки, однако на создание именно этого произведения никогда не претендовал, что не позволяет сделать вывод об его авторстве. Другая версия называет возможным автором царицынского поэта Василия Тёмного, но и её Юрий Бирюков тоже посчитал ошибочной.
В начале XX века был популярен вальс «Тоска» композитора Михаила Обычайко (1862—1944). Главной темой вальса стала мелодия, которая и послужила, вероятно, основой песни «На муромской дорожке». На граммофонные пластинки вальс «Тоска» начали записывать примерно с 1908 года (пластинка фирмы «International Zonophone» № Х-60202 (7714L), записана в Санкт-Петербурге, в сентябре 1908 года). Исполнял произведение оркестр фирмы «Зонофон» под управлением Ивана Петровича Аркадьева.
Песню включила в свой репертуар Лидия Русланова, часто пела её на концертах и ещё до войны записала на пластинку. Именно её исполнение послужило началом популярности песни.
В 1993 году был снят фильм-мелодрама «На Муромской дорожке» (режиссёр Фёдор Петрухин) — песня звучит там в исполнении артиста Аристарха Ливанова.
С 2001 года в Муроме ежегодно проводится Межрегиональный фестиваль народной музыки и ремёсел «На Муромской дорожке».

## Один из вариантов текста
По Муромской дорожке

Стояли три сосны.

Со мной прощался милый

До будущей весны.

Он клялся и божился

Одну меня любить,

На дальней на сторонке

Меня не позабыть.

А я ему внимала

Беспечною душой,

Слова я повторяла

Той клятвы роковой.

Но вот он встрепенулся,

В последний раз обнял,

Взглянул он в мои очи,

Потом поцеловал.

Сел на коня, помчался

В неведомую даль,

Оставил в моём сердце

Тоску лишь да печаль.

И с этою кручиной

Я ночи не спала,

Сидела на крылечке,

Всё милого ждала.

Однажды мне приснился

Тревожный, страшный сон,

Что милый мой женился,

Нарушил клятву он.

А я над сном смеялась,

Подружкам говоря:

«Не может того сбыться,

Чтоб мил забыл меня».

Но вскоре сон мой сбылся,

И раннею весной

Мой милый возвратился

С красавицей-женой.

Я у ворот стояла,

Когда он проезжал.

Меня в толпе народа

Он взглядом отыскал.

Увидел мои слёзы,

Глаза он опустил

И понял: моё сердце

Навеки он сгубил.

По Муромской дорожке

Стояли три сосны.

Со мной прощался милый

До будущей весны.